# Acetat de butil
Acetatul de butil este un ester al acidului acetic cu formula structurală CH3-COOC4-H9. Se obține prin esterificarea acidului acetic cu alcool butilic. Ca aspect, este un lichid incolor sau slab gălbui, inflamabil, cu miros plăcut, puțin solubil în apă, dar solubil în solvenți organici. Este folosit ca solvent, dar în special pentru esterii celulozei și la fabricarea nitrolacurilor.